# 254
Năm 254 là một năm trong lịch Julius. 